# 東孝光
東 孝光（あずま たかみつ、1933年9月20日 - 2015年6月18日）は、日本の建築家。大阪大学名誉教授。
「打ち放しコンクリート」「狭小住宅」の先駆けで建築史に残る「塔の家」をはじめ、「都市型住宅」を多く手がけ、1995年に日本建築学会賞作品賞を受賞した。日本万国博覧会では三井グループ館を設計している。

## 略歴
大阪市出身。出世作となった「塔の家」は、坂倉準三建築研究所時代に新宿駅西口地下広場の設計担当として上京した際、自宅として東京都渋谷区に建てられた(1966年)。都心のわずか6坪弱(20平方メートル)という狭い敷地に、地上5階・地下1階を塔状に積み立てた鉄筋コンクリート造。玄関を除けば、トイレも浴室も含め扉が一切なく、間仕切りもない。吹き抜けで開放的な空間設計が、狭さを感じさせない。同じく打放しコンクリート・狭小住宅で10年後に建てられた安藤忠雄の「住吉の長屋」などに与えた影響は大きく、後にDOCOMOMO JAPAN選定 日本におけるモダン・ムーブメントの建築にも選ばれている。以後、「ワット・ハウス」など集合住宅も含め、手がけた住宅は100を超す。また、さつき保育園をはじめ子供向け施設、母校・阪大のキャンパス棟など公共施設も意欲的に設計している。日本建築学会理事なども歴任。1997年には第4回姫路市都市景観賞も受賞した。
2015年6月18日、肺炎のため死去。81歳没。

## 年譜
- 1952年 大阪府立清水谷高等学校を卒業
- 1957年 大阪大学工学部構築工学科を卒業、郵政省大臣官房建築部に入る
- 1960年 坂倉準三の坂倉準三建築研究所の大阪事務所に移る
- 1964年 旧枚岡市役所庁舎(現東大阪市役所東支所＝旭町庁舎)などを担当。新宿駅西口地下広場の設計に携わるため上京する
- 1966年 自宅として渋谷区に「塔の家」を建て、話題を呼ぶ
- 1966年 独立 自宅内に東孝光建築研究所を設立
- 1985年 大阪大学工学部環境工学科教授に就任。これを機に事務所名を「東環境・建築研究所」と変更し、代表に長女東利恵が就任する
- 1995年 「塔の家から阿佐ヶ谷の家に至る一連の都市型住宅」で日本建築学会賞作品賞を受賞
- 1997年 大阪大学名誉教授となり、千葉工業大学工業デザイン学科の教授となる
- 2003年 千葉工業大学教授を退官
- 2015年 逝去

## 主要作品

### 建築作品
*現況欄の○は現存、✕は現存せず、△は一部現存。
*東環境・建築研究所名義のものを含む
| 名称                                 | 年                 | 所在地                     | 現況 | 備考 |
| ------------------------------------ | ------------------ | -------------------------- | ---- | ---- |
| 塔の家（東邸）                       | 1966年（昭和41年） | 東京都渋谷区神宮前         |      |      |
| 矢野邸（ホワイト·マジック·ボックス） | 1968年（昭和43年） | 東京都世田谷区             |      |      |
| 赤塚邸（大阪探検基地）               | 1969年（昭和44年） | 大阪府東大阪市日下町       | ✕    |      |
| 大山邸（カサビアンカ）               | 1970年（昭和45年） | 大阪府池田市               |      |      |
| 日本万国博覧会·三井グループ館        | 1970年（昭和45年） | 大阪府吹田市               | ✕    |      |
| 粟辻邸                               | 1971年（昭和46年） | 東京都世田谷区             |      |      |
| さつき保育園                         | 1973年（昭和48年） | 大阪府池田市城南           | ✕    |      |
| 御代田町福祉センター                 | 1974年（昭和49年） | 長野県北佐久郡御代田町     | ✕    |      |
| ワット·ハウス                        | 1977年（昭和45年） | 福島県いわき市             |      |      |
| 日本バプテスト教会連合センター       | 1981年（昭和56年） | 東京都練馬区               |      |      |
| 羽根木の家                           | 1982年（昭和57年） | 東京都世田谷区             |      |      |
| 青山のアトリエ                       | 1983年（昭和58年） | 東京都港区                 |      |      |
| 橋本バプテスト教会                   | 1984年（昭和59年） | 和歌山県橋本市胡麻生字向山 |      |      |
| 大原のアトリエ                       | 1988年（昭和63年） | 千葉県夷隅郡大原町         |      |      |
| Kフラット                            | 1991年（平成3年）  | 東京都新宿区               |      |      |
| 白老の家                             | 1991年（平成3年）  | 北海道白老郡白老町         |      |      |
| 阿佐ヶ谷の家                         | 1993年（平成5年）  | 東京都杉並区               |      |      |
| 北白川の家                           | 1993年（平成5年）  | 京都市左京区               |      |      |
| 三岳の山荘                           | 1994年（平成6年）  | 長野県三岳村               |      |      |
| 姫路工業大学書写紀念会館             | 1995年（平成7年）  | 兵庫県姫路市書写           |      |      |
| 黒郷の方庫                           | 1998年（平成10年） | 兵庫県三田市末字末南下     |      |      |
| 下総中山の家                         | 1999年（平成11年） | 千葉県市川市               |      |      |
| 清仁保育園／森の舎                   | 2000年（平成12年） | 京都府城陽市富野乾垣内     |      |      |

### 主な著書
- 住宅を考えなおす―何を基準にマイホームを選ぶか(1971年、実業之日本社)
- 日本人の建築空間―私たちの祖先はいかに創ってきたか(1981年、彰国社 ISBN 978-4395001439 )
- 居間は公園だ―私の都市住居学(1983年、丸善)
- 建築からの仕掛け―リ・インカネーション展1980‐1985(1986年、学芸出版社 ISBN 978-4761520274 )
- 都市住居の空間構成―住居における空間連結手法の研究(1986年、鹿島出版会 ISBN 978-4306051997 )
- 住まいと子供の居場所100章(1987年、鹿島出版会 ISBN 978-4306042216 )
- 設計者と語る都市型住宅の設計手法(1990年、彰国社 ISBN 978-4395003013 )
- 「塔の家」白書 6坪に住んだ20年(共著、1988年、住まいの図書館出版局 ISBN 978-4795208100 )
- 都市・住宅論(1998年、鹿島出版会 ISBN 978-4306052321 )

## 東孝光建築研究所（東環境・建築研究所）出身の建築家
- 秋山東一
- 坂本宏昭
- 村田靖夫
- 井上清紀
- 金園仁弘
- 千頭邦夫
- 玉井一匡
- 今村史郎
- 黒木実
- 吉野真二
- 深谷健司
- 池田博文
- 河田順治
- 安井秀夫
- 山内圭吉
- 溝口健二
- 岩田尚樹
- 八田創
- 鵜飼昭年
- 山田伸彦
- 佐々木達郎